# Liste des sénateurs belges (législature 1958-1961)
Pour les articles homonymes, voir Liste des sénateurs belges.
Liste des sénateurs pour la législature 1958-1961 en Belgique, à la suite des élections législatives par ordre alphabétique.

## Président
- Paul Struye

## Membres

### de droit
- S.A.R. Mgr. le Prince Albert de Belgique

### élus
1. Jean Allard (arr. Liège)
2. Robert Ancot (nl) (arr.Bruges)
3. Joseph Baert (arr. Roulers-Tielt)
4. Jean Bartelous (arr. Bruxelles)
5. Mme Jeanne Beeckman, veuve Vandervelde (arr. Bruxelles)
6. Hubert Beulers (arr.Liège)
7. Auguste Buisseret (arr.Liège)
8. Alfons Buts (arr.Malines-Turnhout)
9. Emiel Claeys (arr. Gand-Eeklo)
10. Arthur Clays (arr.Courtrai-Ypres)
11. Couplet (arr. Tournai-Ath)
12. Lode Craeybeckx, secrétaire (arr.Anvers)
13. Gaston Crommen, 1er vice-président (arr. Gent-Eeklo)
14. R. Cuvellier (Arr. Namur/Dinant-Philippeville)
15. comte Charles d'Aspremont Lynden (arr. Namur/Dinant-Philippeville)
16. Carlos De Baeck (arr. Anvers)
17. Eugène Debaise (arr.Mons-Soignies)
18. August De Boodt (nl) (arr. Malines-Turnhout)
19. Victor De Bruyne (arr. Anvers)
20. Albert De Clerck (arr. Courtrai-Ypres)
21. Joseph De Grauw (arr.Bruxelles)
22. Roger Dekeyzer (arr. Anvers)
23. Étienne de la Vallée Poussin (arr. Bruxelles)
24. Maurice Delmotte (arr. Huy-Waremme)
25. René Delor (arr.Nivelles)
26. Hendrik Delport (arr. Louvain)
27. Robert De Man, questeur (arr.Roulers-Tielt)
28. Abdon Demarneffe, secrétaire (arr. Hasselt-Tongres-Maaseik)
29. Charles Derbaix, secrétaire (arr. Charleroi-Thuin)
30. chevalier Erard de Schaetzen (arr. Hasselt-Tongres-Maaseik)
31. Jozef Deschuyffeleer (arr. Bruxelles) († 21.6.1959)
32. René De Smedt (arr. Roulers-Tielt)
33. Maria Desmet-Delrue (arr. Courtrai-Ypres) (Remplace le défunt Robert Detaevernier à partir du 2 février 1961)
34. Robert Detaevernier (arr.Courtrai-Ypres)
35. Emile De Winter (arr. Bruxelles)
36. Amédée Doutrepont, questeur (arr. Bruxelles)
37. André Dua (arr.Gand-Eeklo)
38. Duterne (arr. Charleroi-Thuin)
39. Jean Duvieusart (arr.Charleroi-Thuin)
40. Petrus-Ferdinand Francen (arr.Louvain)
41. Edouard Ganseman (arr. Audenarde-Alost)
42. René George (arr. Charleroi-Thuin)
43. Simonne Gerbehaye, veuve Lehouck (arr. Namur/Dinant-Philippeville)
44. Gilis (arr.Louvain)
45. Robert Gillon (arr. Courtrai-Ypres)
46. Germain Gilson (arrts du Luxembourg)
47. Arnold Godin (arr. Verviers)
48. Alfons Goossens (nl) (arr. Termonde/Saint-Nicolas)
49. Hyacinth Harmegnies, questeur (arr.Mons/Soignies)
50. Charles Héger[1] (arr. Namur/Dinant-Philippeville)
51. Gaston Hercot (arr. Charleroi-Thuin)
52. Frans Houben (arr.Malines-Turnhout)
53. Norbert Hougardy (arr. Bruxelles)
54. Etienne Jacobs (arr. Tongres-Maaseik)
55. Jozef Jespers, secrétaire (arr. Anvers)
56. F. Labrique (arr. Tournai-Ath) (àpd 5.10.1960)
57. Robert Lacroix (arr. Namur-Dinant-Philippeville)
58. Gilbert Lemal (arr.Mons-Soignies)
59. Edmond Leysen (arr. Malines-Turnhout)
60. Albert Lilar, 3e vice-président (arr. Anvers)
61. Edmond Machtens (arr. Bruxelles)
62. D. Martens (arr. Bruges)
63. Mme Alice Melin épouse Guilmain (arr.Liège)
64. Laurent Merchiers (arr.Gand-Eeklo)
65. Andries Mondelaers (arr. Hasselt/Tongres-Maaseik)
66. Henri Moreau de Melen 2e vice-président (arr. Liège)
67. Albert Moulin, secrétaire (arr.Tournai-Ath)
68. Charles Moureaux (arr.Bruxelles)
69. Jean Neybergh (arr.Bruxelles)
70. José Nihoul (arr.Liège)
71. René Noël (arr.Mons-Soignies)
72. baron Pierre Nothomb (arrts du Luxembourg)
73. Joseph Oblin, questeur (arr. Mons-Soignies)
74. Fernand Pairon (arr.Anvers)
75. Piot (arr. Huy-Waremme)
76. Emmanuel Poncelet (arrts du Luxembourg)
77. R. Remson (arr.Charleroi-Thuin)
78. John Roelants (arr. Malines-Turnhout)
79. J. Roland (arr.Mons-Soignies)
80. Maurice Santens (arr. Audenarde-Alost)
81. Oktaaf Scheire (arr. Gand-Eeklo)
82. Aloïs Sledsens (arr.Anvers)
83. Albert Smet (arr. Termonde/Saint-Nicolas)
84. Marcel Sobry (arr.Furnes-Dixmude-Ostende)
85. Paul Struye, président (arr. Bruxelles)
86. Jeroom Stubbe (arr. Courtrai-Ypres)
87. Léon-Éli Troclet (arr. Liège)
88. Jacques Van Buggenhout (nl), questeur (arr. Furnes-Dixmude-Ostende)
89. Renaat Van Bulck (arr. Anvers)
90. Frans-Vital Van der Borght (arr.Louvain)
91. Dieudonné Vander Bruggen (arr. Audenarde-Alost)
92. Jacques Vandermeulen (arr. Verviers)
93. Maurice Van Hemelrijck[2] (arr. Bruxelles)
94. Jozef Van In (arr. Malines-Turnhout)
95. Liban Van Laeys (arr. Termonde-Saint-Nicolas)
96. Edgard Van Oudenhove (arr. Audenarde-Alost)
97. Theofiel Van Peteghem (arr. Termonde-Saint-Nicolas) (jusqu'en 1960 ; remplacé par Paul Hendrickx
98. William Van Remoortel (arr. Bruxelles)
99. Honoré Verhaest (arr.Gand-Eeklo)
100. Piet Vermeylen (arr. Bruxelles)
101. Armand Versé (arr.Bruxelles)
102. Armand Verspeeten (arr.Gand-Eeklo)
103. Raoul Vreven (arr.Hasselt-Tongres-Maaeik)
104. Pierre Warnant (arr.Nivelles)
105. Joseph Wiard (nl) (arr. Bruxelles)
106. Mlle Gisèle Wibaut (arr. Tournai-Ath)
107. Wyn (arr.Anvers)
108. Edmond Yernaux, secrétaire (arr.Charleroi-Thuin)
109. baron Louis Zurstrassen, questeur (arr.Verviers)

### provinciaux
- Ernest Adam
- Hilaire Bertinchamps
- Frans Block
- Alfred Bonjean
- Gustaaf Breyne
- Georges Camby
- Joseph Custers (nl)
- D. Daman
- baron René de Dorlodot
- Maurice Delbouille
- Lambert De Maere
- Leopold De Schepper (nl)
- Louis Desmet
- Pierre De Smet
- Eugeen Donse
- Paul Estienne
- Georges Feryn (†7.5.1960) remplacé par Marcel Vandenbussche
- Émile Féron
- Simon Flamme
- Jacques Hambye
- Paul Heine
- Robert Houben[3]
- Emmanuel Jadot
- Léonce Lagae
- Victor Leemans
- Hubert Leynen (nl)
- Jacques Ligot
- Jozef Magé
- Jean Materne
- Léonard Meurice
- Roger Motz
- Cyriel Neefs
- Gerard Neels (nl)
- Maurice Orban
- Gilbert Pede
- Hubert Pontus
- Hubert Rassart
- Jan Thomassen (renonce 13.1.1959) remplacé 24.1.1959 par Alfred Slegten
- Arsène Uselding
- Omer Vanaudenhove
- Karel Van Cauwelaert
- Gérard Vandenberghe
- Octaaf Van den Storme
- Frans Van Loenhout
- Julien Versieren
- Charles Willems

### cooptés
- Marcel Busieau
- Jean-Joseph Chot
- Mme Georgette Ciselet
- Émile Coulonvaux
- August De Block
- Marcel Decoene jusqu'au 30.1.1960, remplacé 9.2.1960 par Antoon Breyne
- Fernand Dehousse
- Paul de Stexhe
- Nicolas Dethier
- Mlle Jeanne Driessen
- Albert-Édouard Janssen
- Odilon Knops
- Adolf Molter
- Gilbert Mullie
- Gerard Philips
- Joseph Pholien
- Henri Rolin
- Paul Segers[4]
- Léon Servais[5]
- Isidore Smets
- Robert Vandekerckhove
- Gabriël Vandeputte
- Jean Van Houtte[6]